# أفرو 519
أفرو 519 (بالإنجليزية: Avro 519)‏ هي قاذفة قنابل أنتجت في المملكة المتحدة. من صناعة أفرو. كان أول طيران لها في 1916. صنع منها 4 طائرات.